# Баррикады (производственное объединение)
«Баррикады» — машиностроительное предприятие в Волгограде, специализирующееся на выпуске продукции оборонной промышленности.

## История
17 июля 1913 году Всероссийский император Николай II утвердил решение Совета Министров о заключении контракта с Русским акционерным обществом артиллерийских заводов (РАОАЗ) на строительство частного завода по производству крупнокалиберной морской и береговой артиллерии в Царицыне. Царицынский орудийный завод был заложен 27 июня 1914 года и строился по концессионному соглашению британской компанией Vickers Limited. Но разразившаяся следом Первая мировая война и последовавшая за ней революция и интервенция отодвинули сроки окончания строительства и планы дальнейшего развития предприятия. В результате в первое десятилетие своего существования завод лишь осуществлял ремонт вооружения и военной техники и выполнял заказы в интересах народного хозяйства.
В 1920-е годы завод был переименован в Сталинградский машиностроительный завод «Баррикады», в ходе унификации заводских индексов в 1930-е гг. получил наименование Завод № 221 Народного комиссариата вооружения.
В годы индустриализации завод стал основным производителем морского артиллерийского вооружения в СССР. В 1930-е годы завод производил артиллерийские орудия Б-4, Бр-2, Бр-5, Бр-17, Бр-18. На заводе выполнялись также задания по восстановлению разношенных стволов орудий линкоров «Марат», «Парижская Коммуна», береговых батарей № 30 и № 35 в Севастополе, для железнодорожных артиллерийских установок ТМ-3-12 и других.
Во время Великой Отечественной войны завод интенсифицировал выпуск артиллерии разных систем до тысячи орудий в месяц, но в связи с продвижением немецких войск к Сталинграду был эвакуирован в Юргу Кемеровской области. После войны реэвакуирован в Сталинград. Позже получил название Производственное объединение «Баррикады» Сталинградского совнархоза.
В конце 1950-х заводом серийно выпускались пусковые установки и другое наземное оборудование первых отечественных ракетных комплексов «Марс», «Луна».
С 1966 по 1977 годы выпускалось наземное оборудование подвижного грунтового комплекса стратегического назначения с управляемой ракетой «Темп-2С», тактического ракетного комплекса «Точка», артиллерийское вооружение самоходной пушки «Пион».
В 1978—1983 годах выпускались наземные агрегаты ракетного комплекса средней дальности «Пионер» и его модификации «Пионер УТТХ», основные боевые машины ракетного комплекса оперативно-тактического назначения «Ока», корабельная пусковая установка зенитно-ракетного комплекса «Ураган», «Штиль», 152-мм орудия для самоходной гаубицы «Акация».
Также выпускалась гражданская продукция: буровые установки, оборудование для предприятий металлургической, энергетической промышленности и др.
В 1983—1991 годах выпускались наземные агрегаты ракетного комплекса стратегического назначения «Тополь», 152-мм артиллерийское вооружение самоходной гаубицы «Мста-С», комплекс подводного устьевого оборудования «Поиск».
После распада СССР завод получил название ФГУП ПО «Баррикады».
В период с 1991 по 2014 годы выпускались агрегаты ракетных комплексов «Искандер-М», «Тополь-М», «Ярс», «Булава», мобильный артиллерийский комплекс береговой обороны «АК-222 Берег», артиллерийская самоходная пусковая установка 2А84 с самозагружающимся пусковым модулем для производства праздничных салютов, а также комплексы по запуску коммерческих спутников «Старт», «Старт-1», автоматизированная система управления технологическими процессами (АСУТП) и комплекс вспомогательного оборудования для обслуживания технологического цикла уничтожения отравляющих веществ в п. Горный Саратовской области, АСУТП второй нитки Кочетовского гидроузла на р. Дон — первая на гидроузлах России, охватывающая весь процесс шлюзования, стиральные машины «Иволга», фермы и пролёты для строящегося моста в г. Хабаровске и федеральной дороги «Колыма», для мостового перехода через Волгу в Волгограде; фонтанной арматуры; механизированных очистных комплексов для подземной комбайновой отработки угля; агрегатов мобильного комплекса для проведения гидроразрыва пластов и т. д.

## Конструкторское бюро
В 1950 году конструкторское бюро завода стало фактически самостоятельным разработчиком артиллерийского и ракетного оружия. Однако, самостоятельным юридическим лицом оно стало в 1990 году и получило название Центральное конструкторское бюро «Титан» (ЦКБ «Титан»), которое в 2014 году в результате слияния поглотило материнское предприятие — завод «Баррикады» и сейчас является производителем вооружений полного цикла от проектирования до крупносерийного производства. Торговая марка «Баррикады» прекратила своё существование.

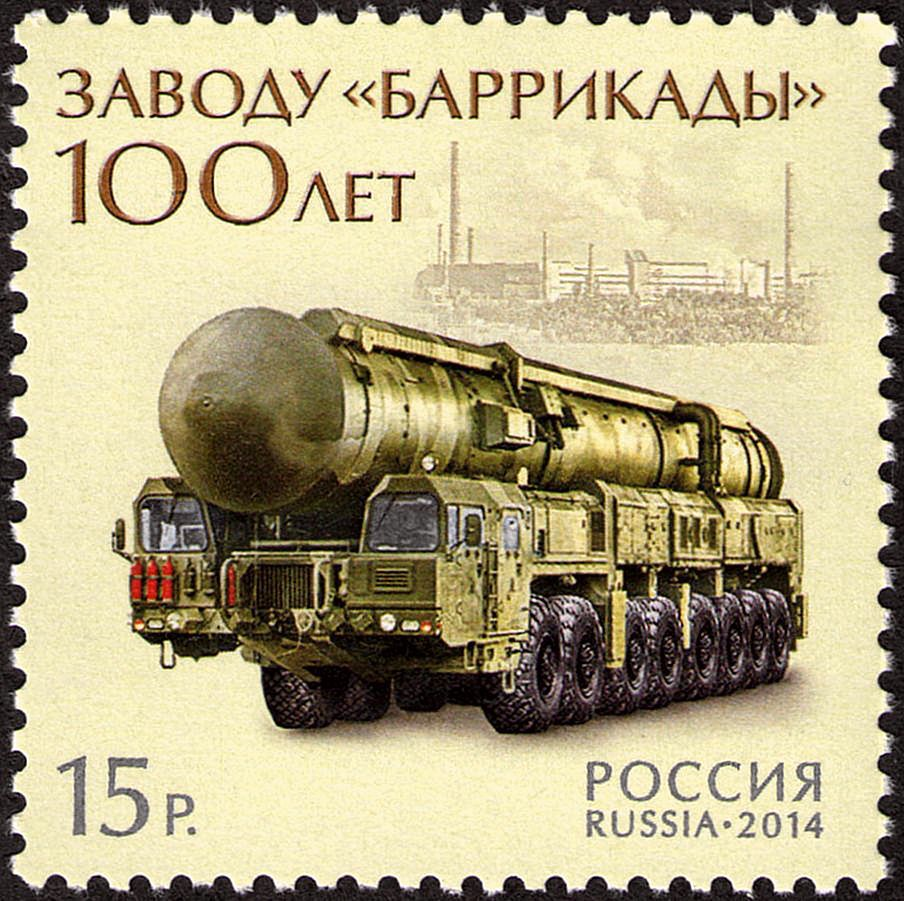
Юбилейная марка к 100-летию завода, ракетный комплекс «Тополь-М»